# باريت مارتن
باريت مارتن (بالإنجليزية: Barrett Martin)‏ هو طبال أمريكي، ولد في 14 أبريل 1967 في أولمبيا في الولايات المتحدة.

## وصلات خارجية
- الموقع الرسمي
- باريت مارتن على موقع ميوزك برينز (الإنجليزية)
- باريت مارتن على موقع أول ميوزيك (الإنجليزية)
- باريت مارتن على موقع ديسكوغز (الإنجليزية)